# Абросово (деревня, Новгородская область)
Абросово — деревня в Пестовском муниципальном районе Новгородской области. Входит в состав Богословского сельского поселения.
Площадь территории деревни — 30,1 га.
Деревня Абросово находится на высоте 168 м над уровнем моря, в 3 км к западу от посёлка при станции Абросово. Непосредственно с востока примыкает деревня — Заручевье-1, за ней далее к востоку — деревня Осипово. С севера за железнодорожными путями — деревня Ивлево. Южный конец Абросово выходит к левому берегу Кирвы. Близ деревни Абросово есть источник, в народе слывущий как святой.

## Население
| 2009 | 2010 |
| ---- | ---- |
| 60   | ↘43  |

Население по всероссийской переписи населения 2010 года — 43 человека (20 мужчин и 23 женщины).

## История
В списке населённых мест Устюженского уезда Новгородской губернии за 1909 год деревня Обросово указана как относящаяся к Кирво-Климовской волости (2-го стана, 2-го земельного участка). Население деревни Обросово, что была тогда на земле Обросовского сельского общества — 287 жителей: мужчин — 144, женщин — 143, число жилых строений — 71, в деревне был хлебозапасный магазин и мелочная лавка. Затем с 10 июня 1918 года до 31 июля 1927 года в составе Устюженского уезда Череповецкой губернии, затем в составе Осиповского сельсовета Пестовского района Череповецкого округа Ленинградской области с центром в деревне Осипово. Население деревни Абросово в 1928 году — 253 человека. По постановлению ЦИК и СНК СССР от 23 июля 1930 года Череповецкий округ был упразднён, а район перешёл в прямое подчинение Леноблисполкому. По Указу Президиума Верховного Совета СССР от 5 июля 1944 года Пестовский район был передан из Ленинградской области во вновь образованную Новгородскую область. Решением Новгородского облисполкома от 9 марта 1971 года № 108 центр Осиповского сельсовета был перенесён из деревни Осипово в посёлок при станции Абросово и деревня стала относится к Абросовскому сельсовету.
С принятием закона от 6 июля 1991 года «О местном самоуправлении в РСФСР» была образована Администрация Абросовского сельсовета (Абросовская сельская администрация), затем Указом Президента РФ № 1617 от 9 октября 1993 года «О реформе представительных органов власти и органов местного самоуправления в Российской Федерации» деятельность Абросовского сельского Совета была досрочно прекращена, а его полномочия переданы Администрации Абросовского сельсовета. По результатам муниципальной реформы, с 2005 года деревня входит в состав муниципального образования — Богословское сельское поселение Пестовского муниципального района (местное самоуправление), по административно-территориальному устройству подчинена администрации Богословского сельского поселения Пестовского района. Богословское сельское поселение с административным центром в деревне Богослово было создано путём объединения территории трёх сельских администраций: Богословской, Абросовской, Брякуновской. В 2012 году Новгородская областная дума (постановлением № 50-5 ОД от 25.01.2012) постановила уведомить Правительство Российской Федерации об упразднении в числе прочих Абросовского сельсовета Пестовского района.